# Фізична географія та геоморфологія
«Фізи́чна геогра́фія та геоморфоло́гія» — міжвідомча наукова збірка, що її з 1970 року видає видавництво Київського університету. Статті з усіх наукових дисциплін фізичної географії і геоморфології України. З середини 1970-х років виходила російською мовою, від 1991 року друкуються також статті українською та англійською мовами.
Обсяг — 15 друкарських аркушів. Виходить двічі на рік. Станом на 2009 рік видано 57 випуски. Внесена до «Переліку фахових видань України, в яких можуть публікуватися результати дисертаційних робіт на здобуття наукових ступенів доктора і кандидата наукк» від 1999 року.
Постійні рубрики: 
- теоретико-методологічні питання ландшафтознавства та геоморфології
- регіональні проблеми ландшафтознавства та геоморфології

Автори — провідні науковці України та інших країн з фізичної географії, ландшафтознавства, геоекології, геоморфології, природокористування, палеогеографії, інженерної геоморфології, тематичного картографування, регіональних географічних проблем, природоохоронної та заповідної справи, географічної освіти, а також викладачі ВНЗ України, аспіранти.

## Редакційна колегія
Редакційна колегія складається з провідних фахівців галузі провідних дослідних та навчальних центрів України:
- Шищенко П. Г., доктор географічних наук, член-кореспондент Національна академія педагогічних наук України (відповідальний редактор);
- Бортник С. Ю., доктор географічних наук;
- Герасименко Н. П., доктор географічних наук;
- Гродзинський М. Д., доктор географічних наук;
- Дмитрук О. Ю., доктор географічних наук;
- Комлєв О. О., доктор географічних наук;
- Ободовський О. Г., доктор географічних наук;
- Олійник Я. Б., доктор економічних наук, член-кореспондент Національної академії педагогічних наук України;
- Самойленко В. М., доктор географічних наук;
- Стецюк В. В., доктор географічних наук;
- Адаменко О. М., доктор геолого-мінералогічних наук (Івано-Франківський національний технічний університет нафти і газу);
- Вахрушев Б. О., доктор географічних наук (Таврійський національний університет імені В. І. Вернадського);
- Денисик Г. І., доктор географічних наук (Вінницький державний педагогічний університет імені Михайла Коцюбинського);
- Ковальчук І. П., доктор географічних наук (Національний університет біоресурсів і природокористування України);
- Пащенко В. М., доктор географічних наук (Національний університет біоресурсів і природокористування України);
- Мельник А. В., доктор географічних наук (Львівський національний університет імені Івана Франка);
- Некос Володимир Юхимович, доктор географічних наук (Харківський національний університет імені В. Н. Каразіна);
- Палієнко В. П., доктор географічних наук (Інститут географії НАН України);
- Шуйський Ю. Д., доктор географічних наук (Одеський національний університет імені І. І. Мечникова).